# Potentilla tuvinica
Potentilla tuvinica är en rosväxtart som beskrevs av Artemov. Potentilla tuvinica ingår i Fingerörtssläktet som ingår i familjen rosväxter. Inga underarter finns listade i Catalogue of Life.